# Dinarthrum coreanum
Dinarthrum coreanum är en nattsländeart som först beskrevs av Kumanski och Weaver 1992.  Dinarthrum coreanum ingår i släktet Dinarthrum och familjen kantrörsnattsländor. Inga underarter finns listade i Catalogue of Life.